# Ataenius clavatus
Ataenius clavatus är en skalbaggsart som beskrevs av Schmidt 1916. Ataenius clavatus ingår i släktet Ataenius och familjen Aphodiidae. Inga underarter finns listade.